# Арбузинська селищна рада
Шаблон:Рада громада
Арбузи́нська се́лищна ра́да — орган місцевого самоврядування Арбузинської селищної громади в Первомайському районі Миколаївської області. Адміністративний центр — селище міського типу Арбузинка.

## Загальні відомості
- Населення ради: 6 169 осіб (станом на 2021 рік)
- Територією ради протікає річка Арбузинка.

## Населені пункти
Селищній раді підпорядковані населені пункти:
- смт Арбузинка
- с. Вишневе
- с. Новокрасне
- с. Полянка

## Склад ради
Рада складається з 30 депутатів та голови.
- Голова ради: Травянко Євген Віталійович
- Секретар ради: Торба Юля Борисівна

### Керівний склад попередніх скликань
| ПІБ                           | Основні відомості                                                         | Дата обрання | Дата звільнення |
| ----------------------------- | ------------------------------------------------------------------------- | ------------ | --------------- |
| Расторгуєв Володимир Іванович | Селищний голова, 1952 року народження, член Соціалістичної партії України | 26.03.2006   | 31.10.2010      |
| Солдатова Наталя Анатоліївна  | Селищний голова, 1958 року народження, освіта вища, член Партії регіонів  | 31.10.2010   | 13.03.2014      |
| Травянко Євген Віталійович    | Селищний голова, 1980 року народження, освіта вища, безпартійний          | 26.10.2014   |                 |

Примітка: таблиця складена за даними джерела

### Депутати
За результатами місцевих виборів 2010 року депутатами ради стали:

#### За суб'єктами висування
| Суб'єкт висування           | Кількість обраних депутатів | %    |
| --------------------------- | --------------------------- | ---- |
| Партія регіонів             | 19                          | 63,3 |
| Народна партія              | 6                           | 20   |
| Комуністична партія України | 5                           | 16,7 |

#### За округами
| № округу                    | Прізвище, ім'я, по батькові     | Дата визнання обраним | Освіта                    | Партійна приналежність            | Відомості про обраного депутата                            |
| --------------------------- | ------------------------------- | --------------------- | ------------------------- | --------------------------------- | ---------------------------------------------------------- |
| Комуністична партія України |                                 |                       |                           |                                   |                                                            |
| 5                           | Лангвізер Тетяна Сильвестрівна  | 02.11.2010            | Освіта вища               | позапартійна                      | Арбузинська загальноосвітня школа № 2, вчитель             |
| 6                           | Больбат Олександр Дмитрович     | 02.11.2010            | Освіта вища               | позапартійний                     | Арбузинська ЦРЛ                                            |
| 13                          | Пахаленко Іван Васильович       | 02.11.2010            | Освіта середня            | позапартійний                     | ТОВ «Базіс-Рос»                                            |
| 24                          | Калайда Станіслав Іванович      | 02.11.2010            | Освіта вища               | член Комуністичної партії України | Арбузинський ПАЛ, юрист                                    |
| 28                          | Козира Валерій Анатолійович     | 02.11.2010            | Освіта вища               | член Комуністичної партії України | Полянська загальноосвітня школа, вчитель                   |
| Народна Партія              |                                 |                       |                           |                                   |                                                            |
| 15                          | Чумаченко Ліна Вікторівна       | 02.11.2010            | Освіта вища               | член Народної партії              | ФГ «Мрія», голова                                          |
| 16                          | Петренко Юрій Володимирович     | 02.11.2010            | Освіта середня спеціальна | член Народної партії              | Одноосібник, голова                                        |
| 20                          | Калашнікова Наталія Миколаївна  | 02.11.2010            | Освіта вища               | член Народної партії              | Районна центральна бібліотека, директор                    |
| 22                          | Федоряка Тетяна Миколаївна      | 02.11.2010            | Освіта вища               | член Народної партії              | Арбузинська ПАЛ, викладач                                  |
| 23                          | Лісовець Ірина Василівна        | 02.11.2010            | Освіта вища               | член Народної партії              | Арбузинська загальноосвітня школа № 1, заступник директора |
| 25                          | Опалюк Наталія Вікторівна       | 02.11.2010            | Освіта вища               | член Народної партії              | УПСЗН, завідувачка відділення                              |
| Партія регіонів             |                                 |                       |                           |                                   |                                                            |
| 1                           | Гридін Олександр Миколайович    | 02.11.2010            | Освіта середня            | член Партії регіонів              | ТОВ "Арбузинська заготконтора"Ефіролія", директор          |
| 2                           | Крижній Володимир Володимирович | 02.11.2010            | Освіта вища               | член Партії регіонів              | Арбузинський райавтодор, начальник                         |
| 3                           | Ніколаєнко Євгеній Анатолійович | 02.11.2010            | Освіта вища               | член Партії регіонів              | Арбузинська дитяча юнацька школа, директор                 |
| 4                           | Булгаков Олег Миколайович       | 02.11.2010            | Освіта вища               | член Партії регіонів              | Ощадбанк № 3160, інкасатор                                 |
| 7                           | Єдин Володимир Віталійович      | 02.11.2010            | Освіта вища               | член Партії регіонів              | тимчасово не працює                                        |
| 8                           | Антоненко Галина Іванівна       | 02.11.2010            | Освіта вища               | член Партії регіонів              | Райфайзен банк «Аваль», начальник                          |
| 9                           | Полянко Галина Венедиктівна     | 02.11.2010            | Освіта вища               | член Партії регіонів              | Арбузинська загальноосвітня школа № 2, вчитель             |
| 10                          | Зіменко Ольга Миколаївна        | 02.11.2010            | Освіта вища               | член Партії регіонів              | Арбузинська райдержадміністрація, керівник апарату         |
| 11                          | Смага Лариса Володимирівна      | 02.11.2010            | Освіта вища               | член Партії регіонів              | Арбузинська ЦРЛ, лікар-педіатр                             |
| 12                          | Назарова Тетяна Олександрівна   | 02.11.2010            | Освіта вища               | член Партії регіонів              | ЗАТ «Оберіг», психолог-консультант                         |
| 14                          | Торба Юлія Борисівна            | 02.11.2010            | Освіта вища               | член Партії регіонів              | Арбузинська селищна рада, секретар                         |
| 17                          | Мартинко Антоніна Валеріївна    | 02.11.2010            | Освіта вища               | член Партії регіонів              | Центр соціальних служб, директор                           |
| 18                          | Шарата Олена Миколаївна         | 02.11.2010            | Освіта вища               | член Партії регіонів              | Арбузинський архів, начальник                              |
| 19                          | Кур'янов Сергій Васильович      | 02.11.2010            | Освіта вища               | член Партії регіонів              | Арбузинська загальноосвітня школа № 1, вчитель             |
| 21                          | Недавній Василь Васильович      | 02.11.2010            | Освіта вища               | член Партії регіонів              | Державна інспекція захисту рослин, інспектор               |
| 26                          | Артюр Валентина Іванівна        | 02.11.2010            | Освіта вища               | член Партії регіонів              | УПСЗН, головний спеціаліст                                 |
| 27                          | Севастьянова Ольга Миколаївна   | 02.11.2010            | Освіта вища               | член Партії регіонів              | Арбузинська районна газета «Нове життя», головний редактор |
| 29                          | Бас Сергій Іванович             | 02.11.2010            | Освіта вища               | член Партії регіонів              | Арбузинська районна рада, головний спеціаліст              |
| 30                          | Кошмір Лариса Миколаївна        | 02.11.2010            | Освіта вища               | член Партії регіонів              | Полянська загальноосвітня школа, директор                  |